# Spoorlijn Hirson - Amagne-Lucquy
De Spoorlijn Hirson - Amagne-Lucquy is een gedeeltelijk gesloten Franse spoorlijn van Hirson naar Lucquy. De lijn is 61,0 km lang en heeft als lijnnummer 212 000.

## Geschiedenis
De lijn werd aangelegd door de Compagnie des chemins de fer de l'Est en geopend op 15 december 1885. Het gedeelte tussen Liart en Amagne-Lucquy is kortstondig gesloten geweest voor reizigersvervoer tussen oktober 1938 en september 1939 en daarna definitief gesloten voor reizigers in april 1952. Goederenvervoer tussen Liart en Draize-La-Romagne heeft plaatsgevonden tot april 1953, tussen Draize-La-Romagne en Amagne-Lucquy tot september 1979.

## Treindiensten
De SNCF verzorgt het personenvervoer op dit traject met TER treinen.
| Serie | Treinsoort | Route                                                                                      | Bijzonderheden |
| ----- | ---------- | ------------------------------------------------------------------------------------------ | -------------- |
| K 61  | TER (SNCF) | Lille-Flandres – Orchies – Valenciennes – Aulnoye-Aymeries – Hirson – Charleville-Mézières |                |

## Aansluitingen
In de volgende plaatsen is of was er een aansluiting op de volgende spoorlijnen:
Hirson
RFN 223 000, spoorlijn tussen Charleville-Mézières en Hirson
RFN 229 000, spoorlijn tussen La Plaine en Anor
RFN 238 000, spoorlijn tussen Busigny en Hirson
RFN 267 000, spoorlijn tussen Fives en Hirson
Liart
RFN 222 000, spoorlijn tussen Liart en Tournes
RFN 228 000, spoorlijn tussen Laon en Liart
RFN 228 306, raccordement militaire van Liart
lijn tussen Romery en Liart
Amagne-Lucquy
RFN 205 000, spoorlijn tussen Soissons en Givet
RFN 210 000, spoorlijn tussen Amagne-Lucquy en Revigny

## Elektrische tractie
Het traject van Hirson naar Liart werd in 1954 geëlektrificeerd met een spanning van 25.000 volt 50 Hz. 

## Galerij

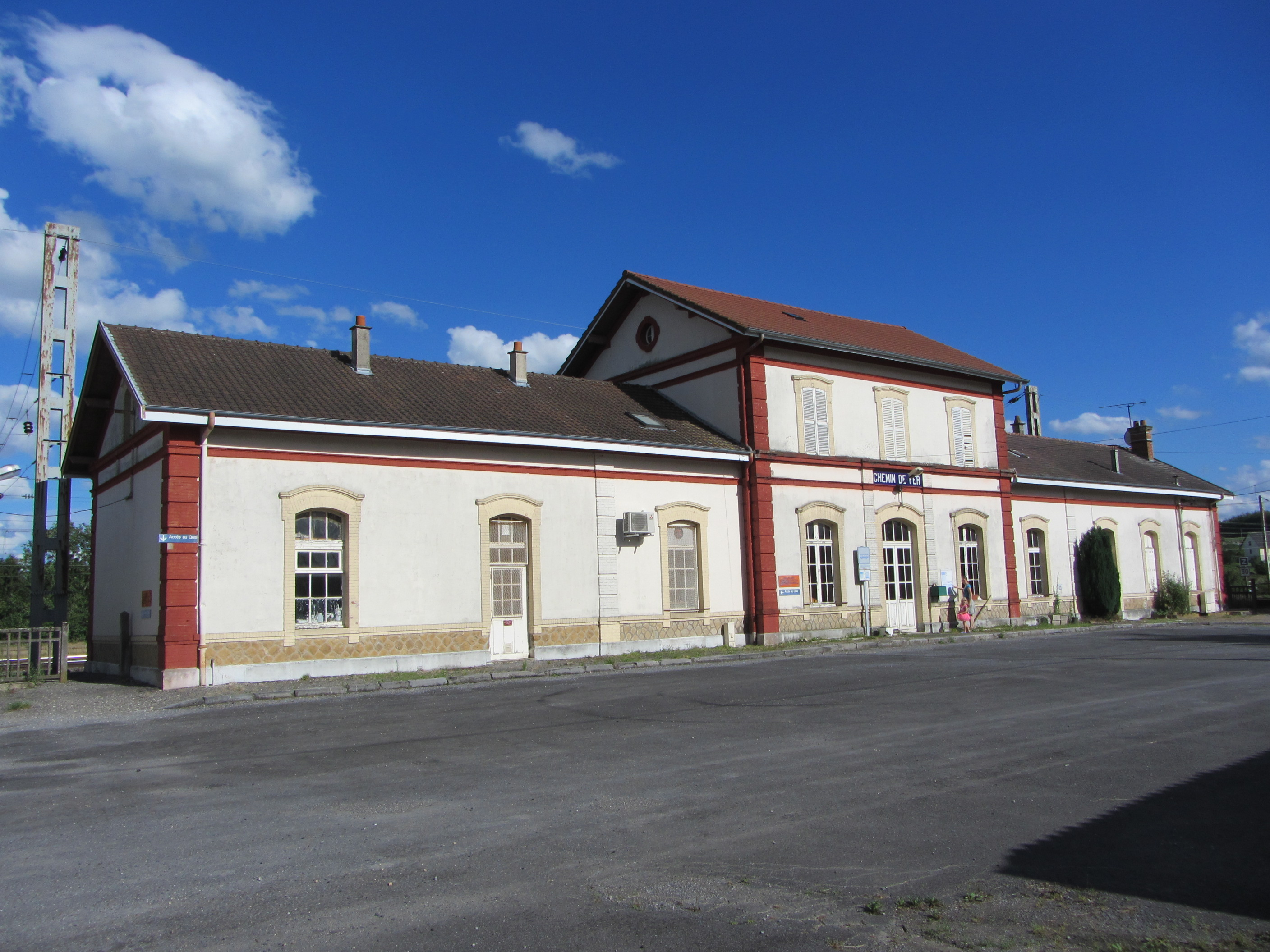
Station Liart
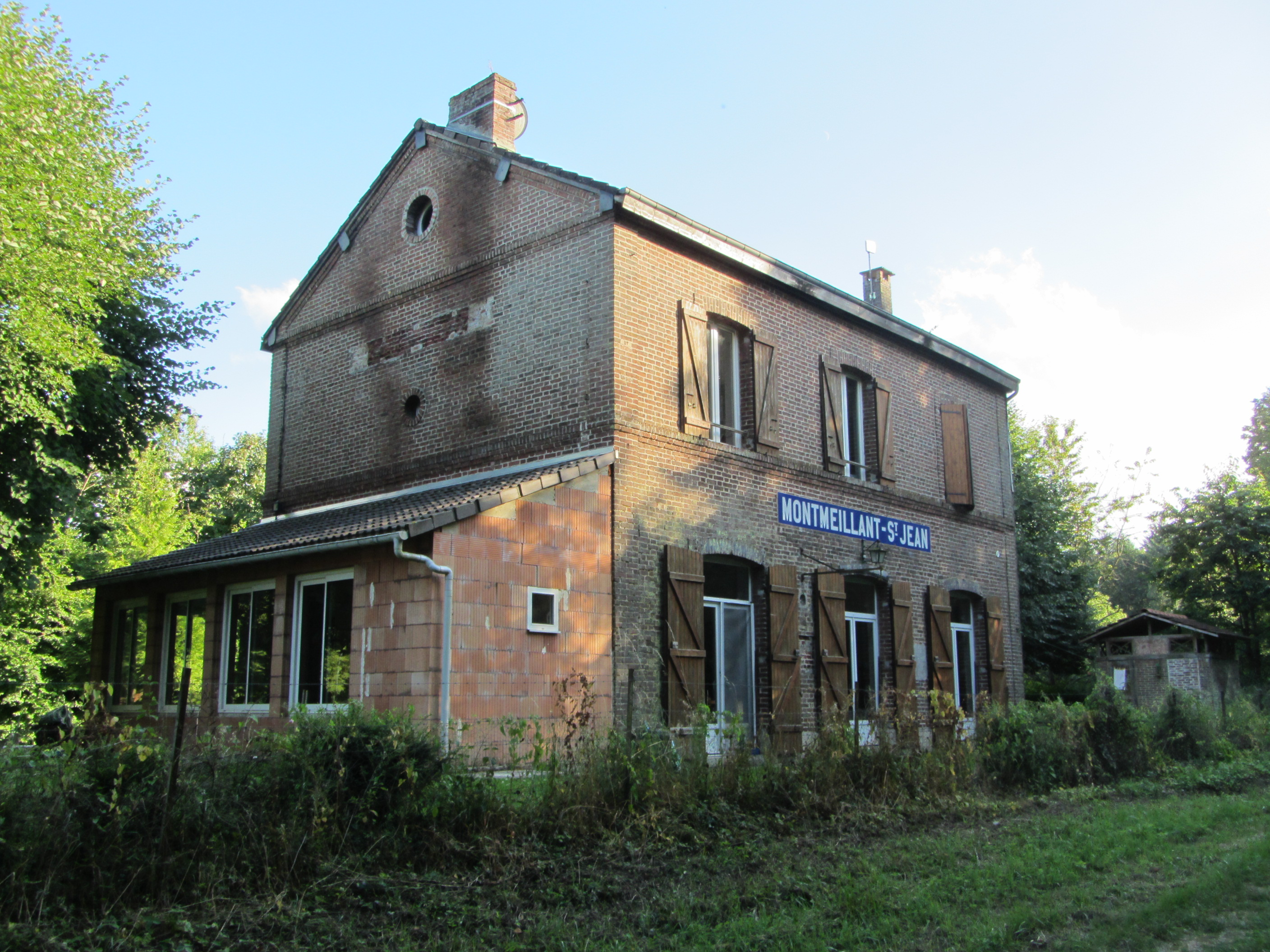
Station Montmeillant-Saint-Jean
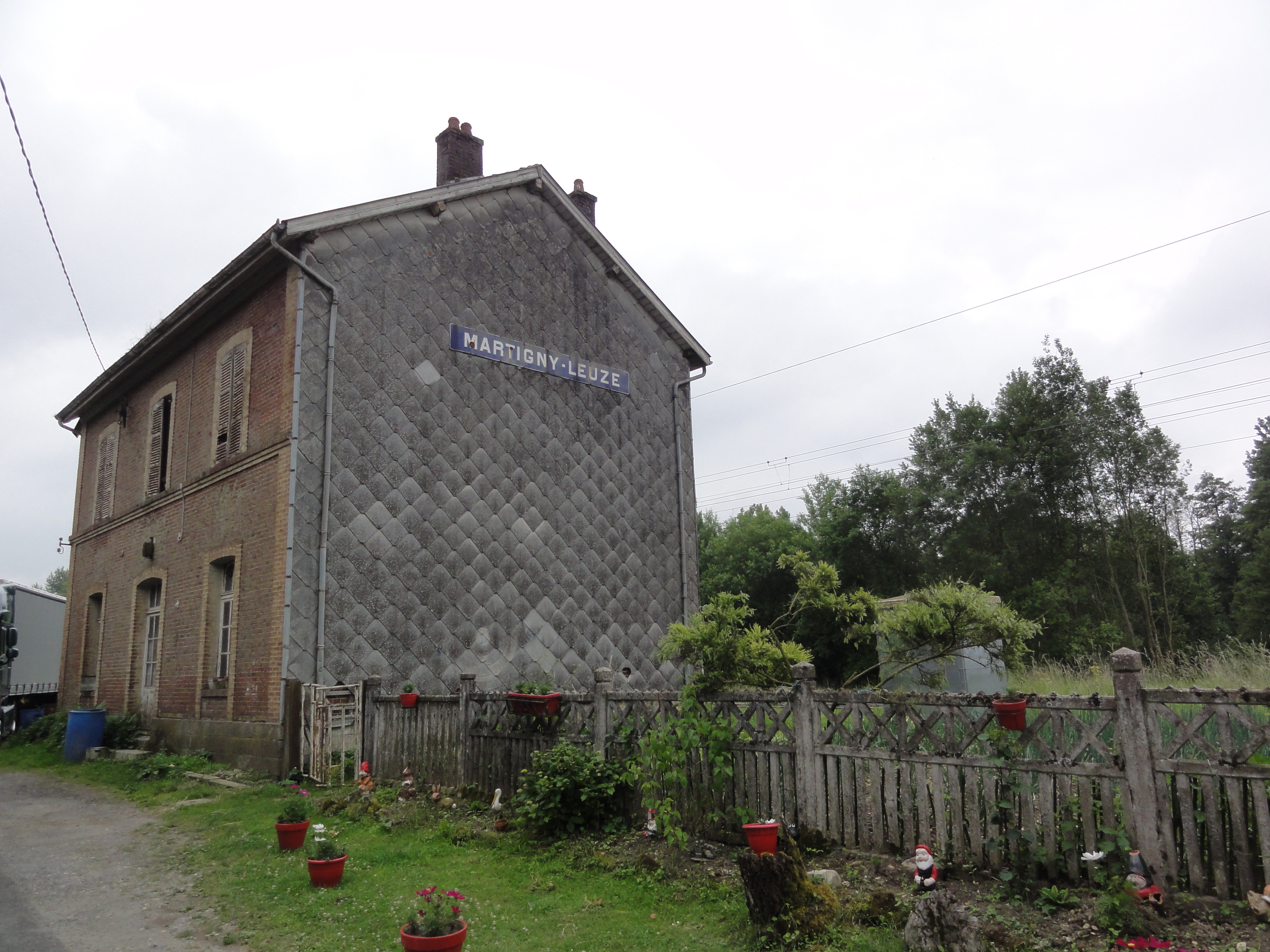
Station Martigny-Leuze